# Luka Mijaljević
Luka Mijaljević (sinh ngày 9 tháng 3 năm 1991) là một cầu thủ bóng đá người Thụy Điển thi đấu cho AFC Eskilstuna ở vị trí tiền đạo.